# Alaj-barjak
Alaj-barjak na crnogor. ćirlil. Алај-барјак je naziv državne i glavne vojne zastave Crne Gore do 1918. godine. 
Najprije je crnogorski alaj-barjak  bio krstaš-barjak a za doba knjaza Danila I. Petrovića (1851. – 1860.) je promijenjen. Umjesto bijeloga križa na crvenom polju imao je zeleni križ i bio je u uporabi od 1854. do 1858. godine. 
Od 1858. crnogorski alaj-barjak je na crvenoj podlozi, umjesto križa, na sredini imao dvoglavoga bijeloga orla u poletu. Iznad dvoglavoga orla nalazila se kruna, ispod orla zlatni lav u hodu a na grudima su orla bili inicijali Danila I. (ćirilično Д.I.).
1858. ustanovljena je i titula alaj-barjaktara Crnogorske vojske a prvi je bio Mašo Kustudija.
Forma crnogorskog alaj-barjaka, osim monarhovih inicijala (ćirilično H.I. po kralju Nikoli I.) na grudima dvoglavoga orla, nije se mijenjala do konca postojanja Kraljevine Crne Gore.

## Vanjske poveznice
- Historijat crnogorske zastave